# نطح
نَطح (Elnath) (به معنی شاخ‌زننده) یا بتا گاو یک ستاره است که در صورت فلکی گاو قرار دارد.
پیش از این، جزو صورت فلکی ارابه‌ران بوده و گاما ارابه‌ران بوده‌است.